# 1,4-二甲基萘
1,4-二甲基萘是一种有机化合物，化学式为C12H12。它是二甲基萘的10种同分异构体之一，可由1,4-二甲基-1,2,3,4-四氢萘在钯碳存在下的脱氢反应得到。

## 用途
1,4-二甲基萘可以用作可以用作植物生长调节剂。